# Capraia e Limite
Capraia e Limite es una localidad italiana de la ciudad metropolitana de Florencia, región de Toscana, con 6.970 habitantes.

Ubicación de la ciudad de Capraia e Limite dentro de la provincia de Florencia.

Su nombre municipal proviene de la unión de dos pueblos, Capraia Fiorentina y Límite sull’Arno. Aunque a nivel oficial se utiliza el nombre común, habitualmente se utilizan los nombres antiguos, pues los dos pueblos son muy diferentes tanto por su historia como por su conformación urbano-territorial. 

## Historia

### Limite sull’Arno
Su historia ha sido influida por su posición estratégica ante el Arno ya que Limite era conocido desde la antigüedad como un puerto fluvial que incluso podría venir de origen etrusco como se sugiere por hallazgos arqueológicos de ánforas en el yacimiento de Montereggi, que facilitarían el comercio con los países vecinos y otros del mundo helénico. Su relación con el Arno como puerto fluvial continuó creciendo en la Edad Media, alcanzando Limite la categoría de navicellai convirtiéndose en el puerto más experimentado en el transporte desde Florencia hacia la desembocadura.
Después de ser una posesión del conde Guidi, pasó a la ciudad de Pistoia y desde el siglo XIV perteneció a la República de Florencia. Posteriormente, a finales del siglo XVIII, Limite llegó a ser uno de los centros navales más importantes de la Toscana, que luego se extendería a nivel nacional. La personalidad y habilidad de los carpinteros navales fue notable y en 1861 se fundó la  Società Canottieri Limite (remo), que pasa por ser la más antigua de Italia.
En 1983 fue descubierta la Villa romana del Oratorio, del siglo IV, que debió pertenecer a Vettio Agorio Pretestato uno de los principales miembros de la aristocracia senatorial romana, de la familia de los Vetti. Allí se han encontrado monedas de la época e importantes mosaicos pavimentales como uno de venatio apri, que representa a un cazador a caballo alanceando a un jabalí.

### Capraia Fiorentina
Capraia Fiorentina, en la Edad Media, fue un importante puesto avanzado de la ciudad de Pistoia para el control del comercio fluvial entre Florencia y Pisa. De las relaciones de dependencia con Pistoia y su prosperidad quedan las iglesias de San Jacopo a Pulignano y Santa Maria in Campo, que fueron construidas en el siglo XII. En 1204, Capraia pasó a depender de Florencia.

## Evolución demográfica
| Gráfica de evolución demográfica de Capraia e Limite entre 1861 y 2001 |
|                                                                        |
| Fuente ISTAT - Elaboración gráfica por parte de Wikipedia              |

## Hermanamiento
- Bir Lehlu, Sáhara Occidental